# Darnell Dockett
Darnell Maurice Dockett (født 27. maj 1981 i Atlanta, Georgia, USA) er en amerikansk football-spiller, der spiller som defensive lineman for NFL-holdet Arizona Cardinals. Han har spillet for holdet hele sin NFL-karriere, startende i 2004.
Dockett var i 2009 en del af det Cardinals-hold, der nåede Super Bowl XLIII, som dog blev tabt til Pittsburgh Steelers. Hans præstationer er to gange, i 2007 og 2009, blevet belønnet med udtagelse til NFL's All-Star kamp, Pro Bowl.

## Klubber
- 2004-: Arizona Cardinals